# Pfarrkirche Treffling

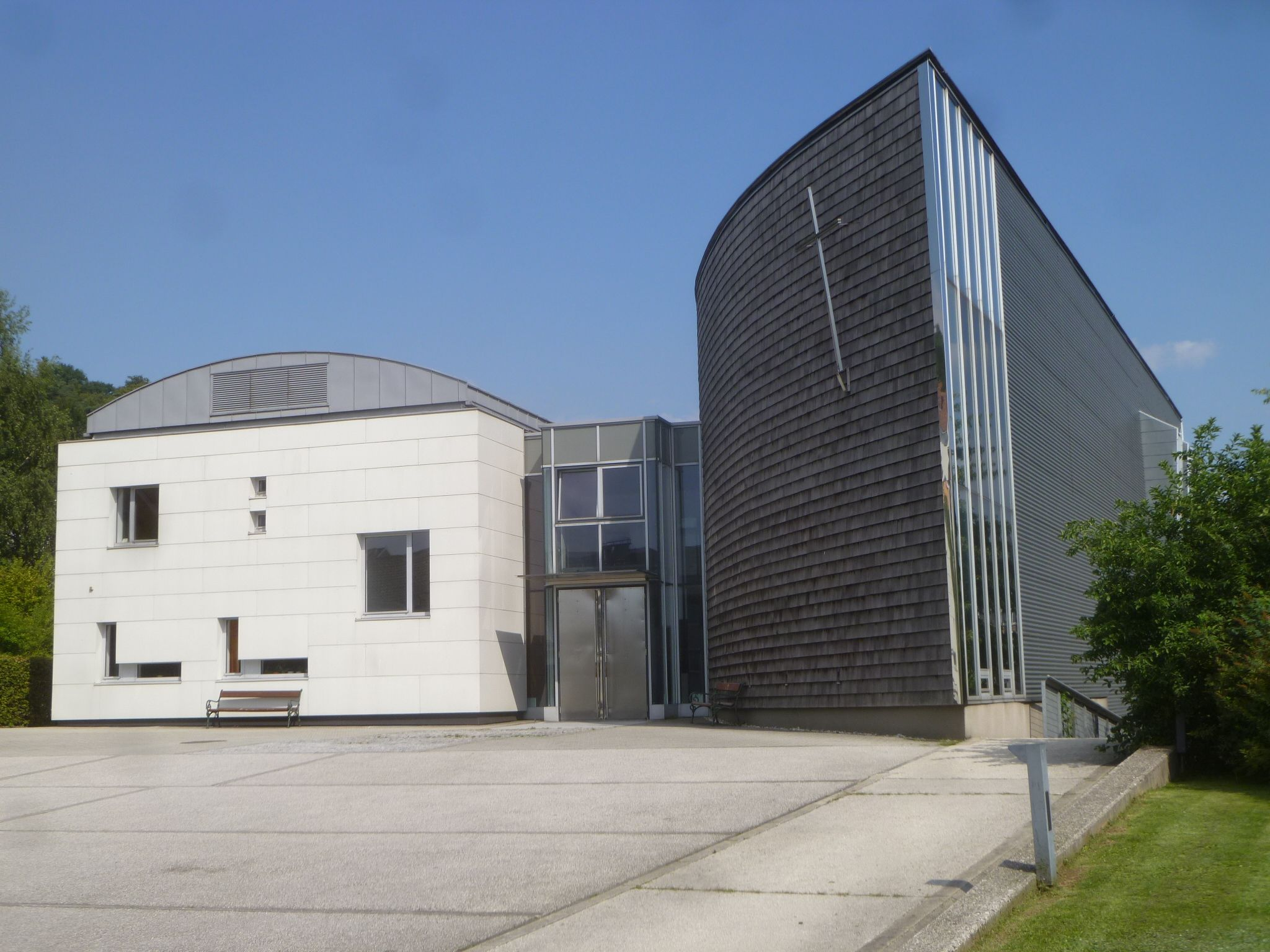
Pfarrkirche Treffling

Die Pfarrkirche Treffling steht in der Gemeinde Engerwitzdorf im Mühlviertel in Oberösterreich. Die römisch-katholische Pfarrkirche Christus der Auferstandene gehört zum Dekanat Gallneukirchen in der Diözese Linz. Die Kirche steht unter Denkmalschutz (Listeneintrag). Grundbücherliche Eigentümerin ist die Diözesane Immobilien-Stiftung.

## Geschichte
Schon unmittelbar nach dem Zweiten Weltkrieg wurde der Bau einer Kirche in Treffling auf der Wagner Ebene geplant, jedoch vorerst nicht realisiert. Tischlermeister Wenzel Wagner fertigte bereits den Altar an, der sich heute in Neußerling befindet.
Erst im Jahr 1991 wurde das Vorhaben konkret. Nach Plänen des Haslacher Architekten Josef Schütz wurde die Kirche in den Jahren 1994 bis 1995 errichtet und am 25. November 1995 von Bischof Maximilian Aichern geweiht. Die Innengestaltung stammt vom Künstler Herbert Friedl.